# Riccardo Favretto

a Compétitions nationales et continentales officielles uniquement.

b Matchs officiels uniquement.
Dernière mise à jour le 17 mars 2025.
Riccardo Favretto, né 18 octobre 2001 à Trévise (Italie), est un joueur international italien de rugby à XV. Il joue aux postes de deuxième ligne, troisième ligne centre et troisième ligne aile pour l'équipe du Benetton Trévise.

## Biographie
Riccardo Favretto commence la pratique du rugby à XV au sein du club de Rugby Silea, avant de fréquenter l'ASD Rugby Casale puis de finir sa formation au Benetton Trévise entre 2018 et 2019.
Lors de la saison 2019-2020, il rejoint le Mogliano Rugby avec lequel il fait ses débuts en première division italienne (huit matchs disputés),.
Toujours sous contrat avec Mogliano, il est prêté au Benetton Trévise en tant que permit player pour la fin de saison 2019-2020 du Pro14 et la suivante.
En 2021, il est convoqué pour la première fois en équipe d'Italie dans le cadre du Tournoi des Six Nations. Le 20 mars, à l'âge de 19 ans, il fait ses débuts avec l'équipe nationale, à Murrayfield contre l'Écosse pour la dernière journée du Tournoi. Lors de ce match, il remplace Johan Meyer (en) à la 76e minute (défaite 52 à 10 des Italiens).
En juin 2021, il remporte la Pro14 Rainbow Cup avec le Benetton Trévise en battant les Bulls 35 à 8 en finale. Un mois plus tôt, il est confirmé définitivement dans l'effectif du Benetton avec son coéquipier Manuel Zuliani jusqu'en 2023.
Trois ans plus tard, il est titulaire pour la première fois avec l'Italie, toujours dans le cadre du Tournoi, sur la pelouse du stade Pierre-Mauroy de Villeneuve-d'Ascq contre la France (match nul 13 à 13). Il évolue pour l'occasion au poste de troisième ligne aile.

## Palmarès
- Vainqueur de la Pro14 Rainbow Cup en 2021 avec le Benetton Trévise.